# Путумайо
Путума̀йо (на испански: Putumayo) е един от тридесет и двата департамента на южноамериканската държава Колумбия. Намира се в югозападната част на страната. Департаментът е с население от 359 127 жители (към 30 юни 2020 г.) и обща площ от 25 976 км².

## Общини
Департамент Путумайо е разделен на 13 общини. Някои от тях са:
1. Колон
2. Орито
3. Пуерто Асис
4. Пуерто Гусман
5. Сан Франсиско